# Suzanne de Behr
Pour les articles homonymes, voir Behr et Burtin.
Suzanne de Behr, aussi appelée Suzanne de Carnac, née Laure Burtin le 2 novembre 1874 à Haraucourt et morte le 10 avril 1939 à Paris 14e, est une comédienne, demi-mondaine et auteure française.

## Biographie

### Jeunesse et vie privée
Suzanne de Behr naît sous le nom de Marie Laure Burtin en 1874, à Haraucourt, de Mansuy Eugène Burtin, cultivateur, et Marie Léontine Burtin, son épouse,.
Elle se fait connaître comme demi-mondaine vers 1890, sous le nom de Suzanne de Carnac,. Elle est citée aux côtés des artistes, des reines de beauté et demi-mondaines, chez qui la particule est de rigueur : Liane de Pougy, Émilienne d'Alençon, Liane de Lancy, Clémence de Pibrac... Des informations fantaisistes circulent à son propos. Ainsi, un article de 1890 la dit venue de Vendée et raconte : « Suzanne de Carnac appartient à une ancienne famille, dont le nom est historique. Son père fut ruiné, en une nuit, il y a quelques années au Casino des Sables. Il se suicida, laissant, sans un sou, la pauvre Suzanne. » Dans ses mémoires, Hugo Patacelli, ancien maître d'hôtel chez Maxim's, la décrit quant à lui comme la « plantureuse fille [d'un] rabbin ». 
Vers 1900, elle prend le nom de Suzanne de Behr (dite La Présidente). En 1905, elle dépose plainte contre une de ses amies, qu'elle accuse de lui avoir volé d'un collier de perles, estimé à 70 000 francs,,. 
En 1909, elle entretient une relation avec André Girard, ingénieur des mines qui a fait fortune à Mexico, et le ruine. Son épouse, qui les a surpris en flagrant délit, tire quatre coups de revolver sur son mari à l'hôtel Terminus.
Dès 1912 et jusqu'à sa mort, Suzanne de Behr est établie au 72, boulevard Pereire,,. En 1931, elle y réside avec le comédien Constant Rémy, qui en est le propriétaire,. Elle meurt sous le nom de Laure Burtin le 10 avril 1939 au 1, rue Pierre-Larousse, adresse de l'hôpital Saint-Joseph. Sa mort est annoncée dans la presse quatre jours plus tard.

### Carrière
Suzanne de Behr débute au théâtre en 1900, dans un vaudeville libertin, Le Petit Chauffeur d'Alexandre Fontanes au théâtre Déjazet. Elle est engagée aux Folies Bergère. En 1901, elle joue dans Les Travaux d'Hercule de Robert de Flers, Gaston Arman de Caillavet et Claude Terrasse aux Bouffes-Parisiens aux côtés d'Amélie Diéterle; le rôle de Sylvia dans Le Passant au théâtre de la Bodinière et dans Sous-location au théâtre des Mathurins; à Bruxelles dans Madame Flirt.
En 1904, elle joue au théâtre du Gymnase; au Théâtre-Moderne, le rôle de Mme Villeras dans Le Fils à papa d'Alexandre Debray. Elle est engagée au théâtre des Mathurins en même temps que Cléo de Mérode. Elle joue Yvonne dans L'Amant sérieux d'Alexandre Debray, et dans Messieurs de la cour. 
En 1905, Suzanne de Behr joue le rôle de Pompeia dans l'opérette La Femme de César de Hugues Delorme et Gustave Quillardet, musique de Rodolphe Berger, aux Mathurins,. Elle  est engagée à l'Odéon pour 3 ans dans l'emploi des grandes coquettes,,. Elle y débute dans le rôle de Zatime dans Bajazet de Racine. Elle est ensuite la partenaire de Réjane en Angleterre et en Amérique.  
Elle passe au théâtre Antoine en 1907. 
En 1908, elle joue le rôle de Salabacha dans Lysistrata de Maurice Donnay au théâtre des Célestins, dans le rôle de Suzanne Vix dans Autour de la Lampe d'André Ibels au théâtre Fémina,. 
En 1910, elle joue dans une reprise des Deux Écoles d'Alfred Capus, dans le rôle d'Henriette, au théâtre du Vaudeville. Elle joue La Dame de Monte-Carlo, une pièce qu'elle a écrite, à la Gaité-Rochechouart. En 1911, elle joue Francesca de Louis Delluc au théâtre du Pré-Catelan. 
En 1912, elle fait partie de la troupe du théâtre du casino de Vichy.
En 1921, elle joue dans La Petite Maud de Guy de Téramond au théâtre des Deux-Masques, en 1924, Je veux un duc de Fernande de Valarino au théâtre Albert 1er; en 1928, Le Souffle du Désordre de Philippe Fauré-Fremiet, à l'Odéon.

## Créations
- 1901 : Les Travaux d'Hercule de Robert de Flers, Gaston Arman de Caillavet et Claude Terrasse création le 7 mars aux Bouffes-Parisiens, rôle d'Opora[44].
- 1907 : Timon d’Athènes, d’Émile Fabre, au théâtre Antoine, rôle de Nisoea[45].
- 1910 : La Dame de Monte-Carlo de Suzanne de Behr, d'après Georges Montignac à la Gaité-Rochechouart, rôle de Diane.
- 1925 : La Haute Route de Philippe Fauré-Fremiet, création le 16 mai au théâtre Michel, rôle de Myriam Bréant[46].
- 1927 : Au grand large, d'après Sutton Vane, traduction Paul Vérola, création le 17 décembre, Grand Théâtre de Monte-Carlo, mise en scène de Louis Jouvet, rôle de Mme Cliveden-Banks[47],[48].
- 1929 : La Lumière qui renaît de Georges Delance, théâtre des Champs-Élysées[49].
- L'Homme du jour, au théâtre du Gymnase.

## Cinéma
- 1919 : Trois familles d'Alexandre Devarennes[50].